# 可再生能源证书
可再生能源证书（Renewable Energy Certificates）也称为绿色标签、可交易再生能源证书，以及欧洲的绿色证书，是一种可以在市场上交易的能源商品。由专门的认证机构给可再生能源产生的每1000千瓦·时电力颁发一个专有的号码证明其有效性。也即是说，1兆瓦时电力就是1个单位的证书。由于太阳能光伏的特殊性，美国还有专门的可再生太阳能证书（Solar Renewable Energy Certificates）。
可再生能源证书代表了使用清洁能源发电对环境的价值，因此，证书可以与其产生的电力本身分开交易。绿色证书是可再生能源比例标准的重要一环，它借用市场机制形成了一项对使用者的补贴，以此鼓励绿色能源的广泛应用。需要指出的是，与世界性的碳交易不同，绿色证书的市场是一个国内市场，只在实行相应比例标准的地区内交易。
具体而言，每个国家合资格的可再生能源的种类都不一样。不过通常，以下几种能源都可以获得认可：
- 风能（包括陆上的和离岸发电）
- 太阳能（包括集热式太阳能和太阳能光伏）
- 潮汐能（包括近岸和海洋）
- 地热能
- 小型水力发电
- 生物质能（也称为生物燃料）

在美国，目前像加州、纽约州等规定到每一年全州电力的一定比率必须是可再生能源电力（如加州到2020年要达到33%），这构成了绿色证书的主要消费市场；另外，有很多个人用户，大公司为了支持清洁能源事业，也愿意花钱购买。在没有可再生能源比例标准的州份，证书通常以较为便宜的价格卖给这些自愿买主。
在2006年，可再生能源证书价格从5美元到90美元不等，均价约20美元。